# Jakub Machulda
Jakub Machulda (* 13. července 1995 Žatec) je muzikálový zpěvák a jeden z českých impersonátorů (napodobitelů) Elvise Presleyho.

## Biografie
Od dětství vynikal hudebním nadáním a kromě zpěvu se věnoval hře na housle, kytaru a klavír na Základní umělecké škole v Lounech. Po dokončení studia na žateckém ekonomickém lyceu se přestěhoval do Prahy, kde studoval obor muzikálové herectví na oddělení muzikálu Mezinárodní konzervatoře Praha, kde byli jeho pedagogy např. Zbyšek Pantůček, Jan Urban, Jitka Smutná, Jaroslav Sypal, Alice Kovářová a další.

## Muzikály

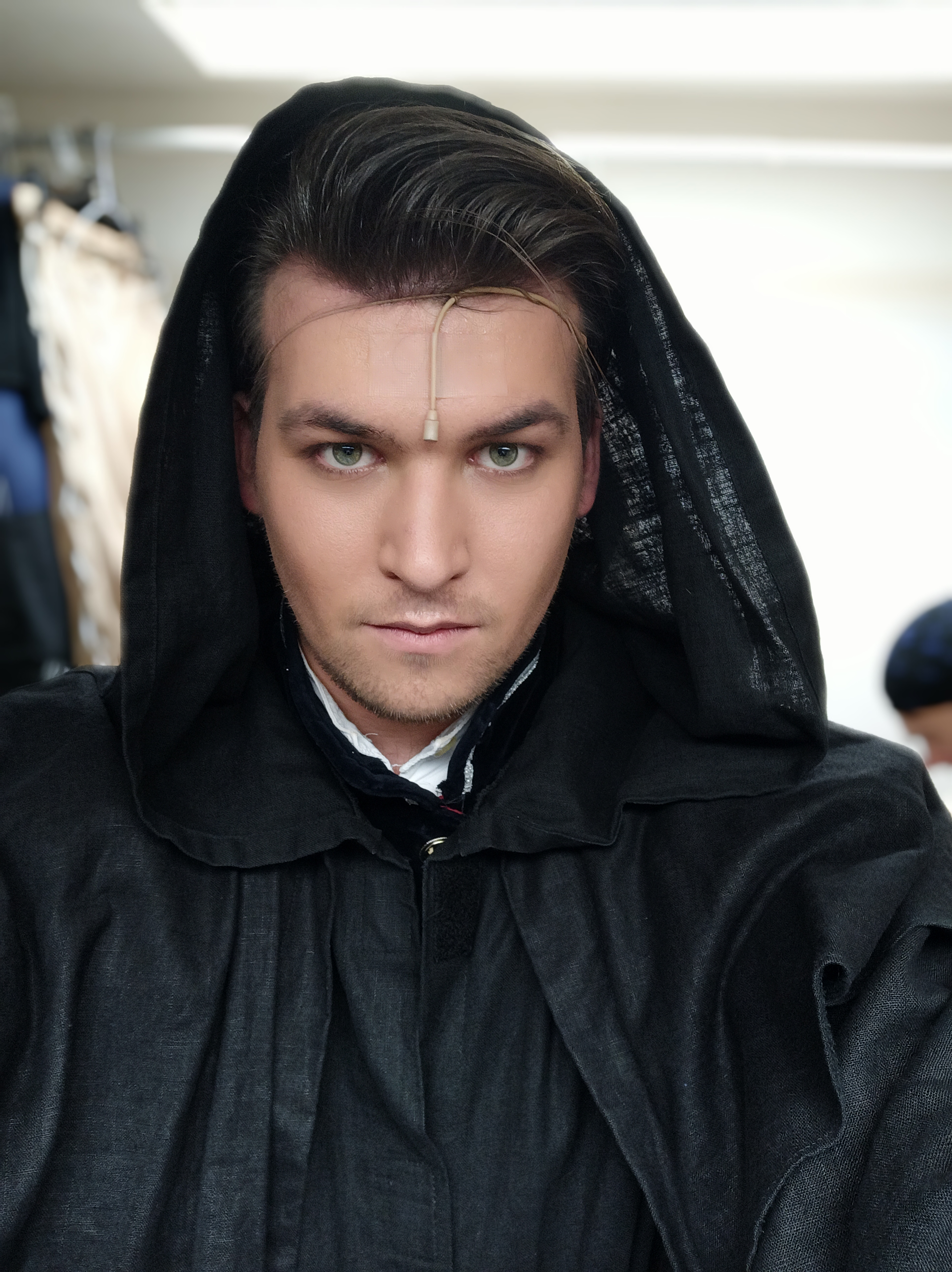
Jakub Machulda (Muž se železnou maskou, divadlo Broadway)

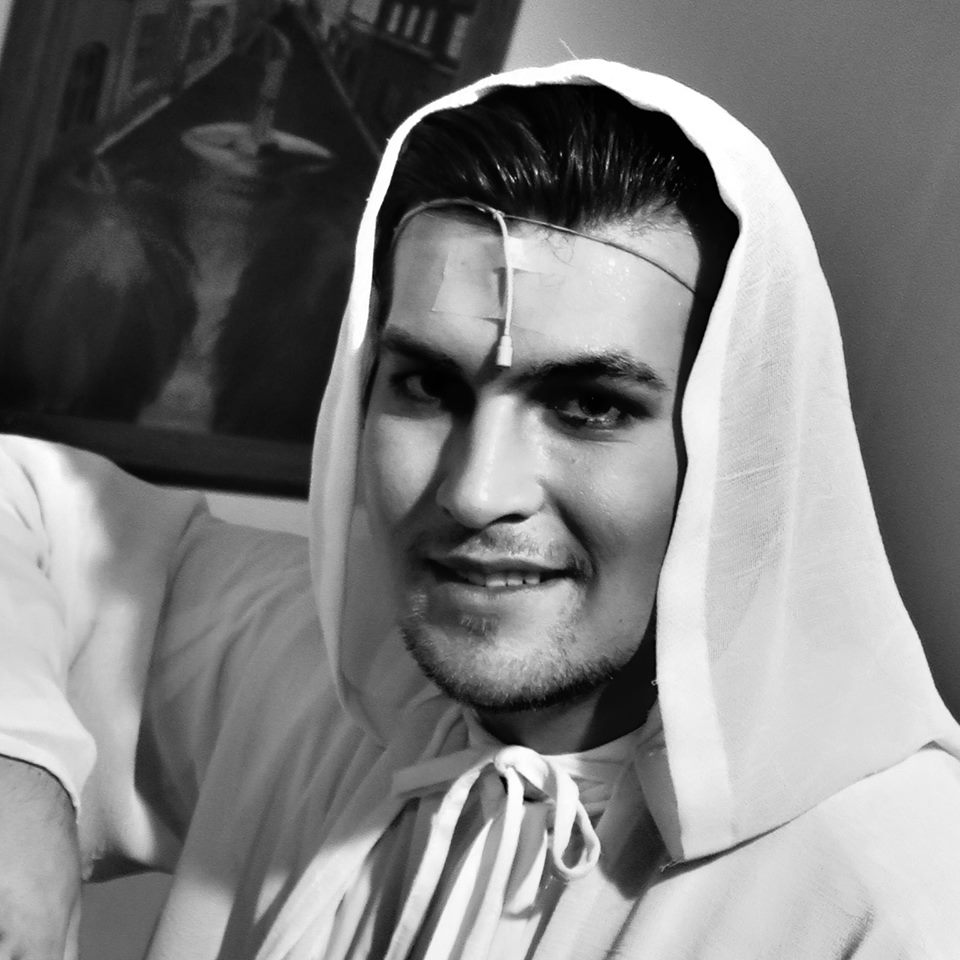
Jakub Machulda (muzikál Muž se železnou maskou, divadlo Broadway)

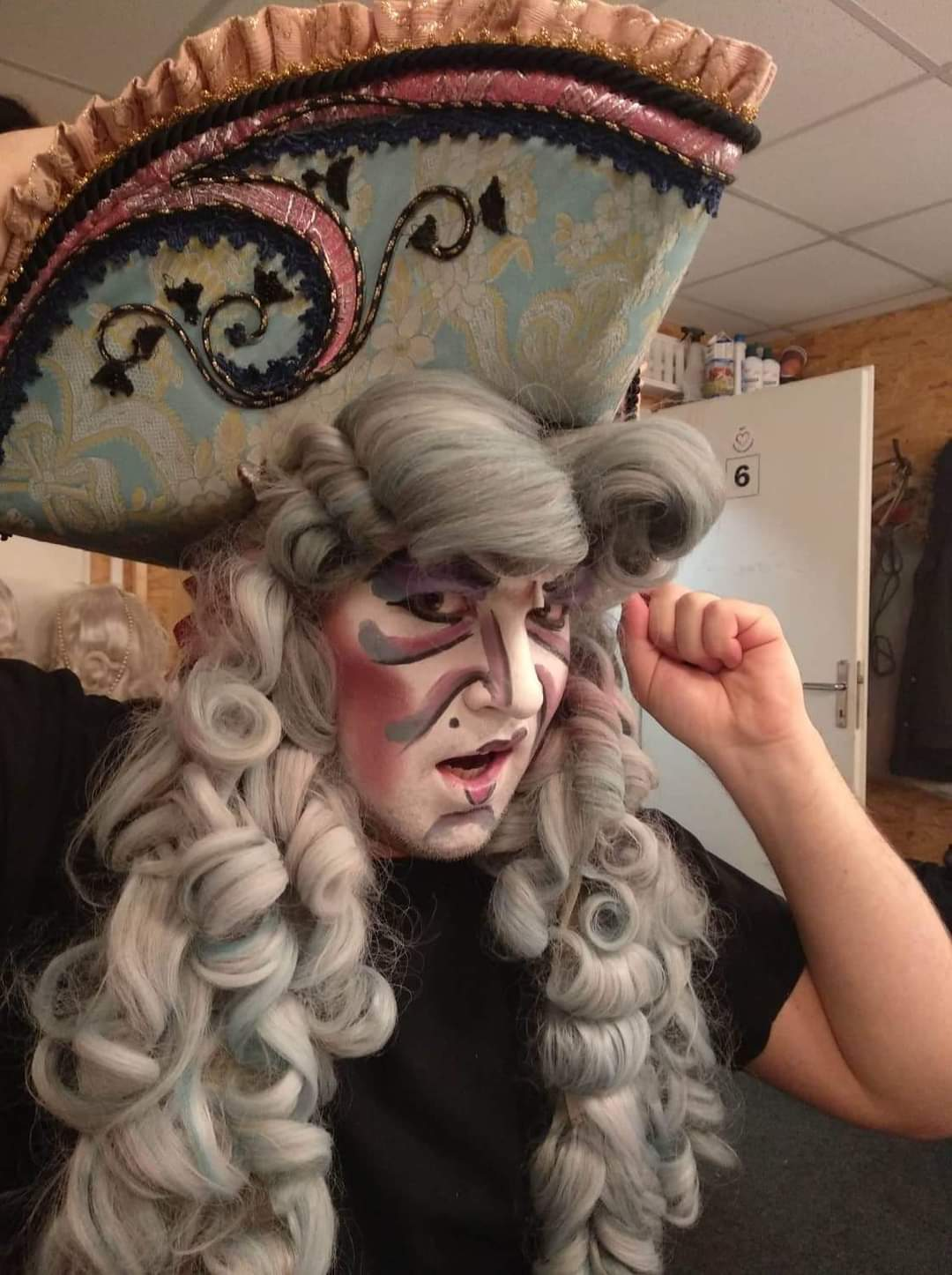
Jakub Machulda (Fantom opery, GoJa Music Hall)

Během studia vystoupil v mnoha představeních v Divadle v Korunní (např. West Side Story, Probuzení jara). V divadle Broadway vystupuje od roku 2017 v muzikálu Muž se železnou maskou a od roku 2021 v muzikálu Láska nebeská s písněmi Waldemara Matušky.
Od roku 2018 vystupoval v obnovené verzi muzikálu Fantom opery Andrew Lloyd Webbera v pražské GoJa Music Hall.

## Elvis Live

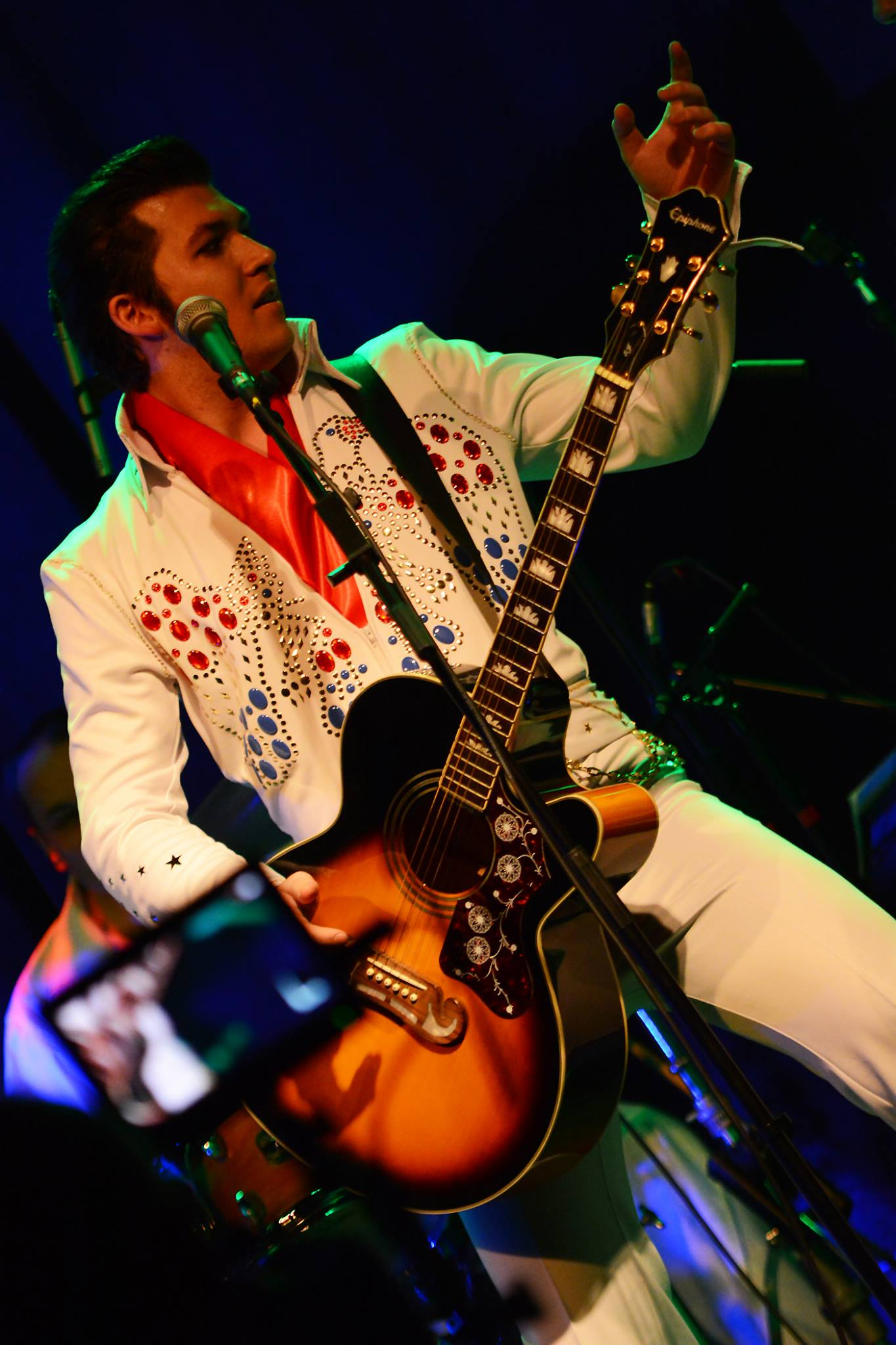
Jakub Machulda jako Elvis Presley

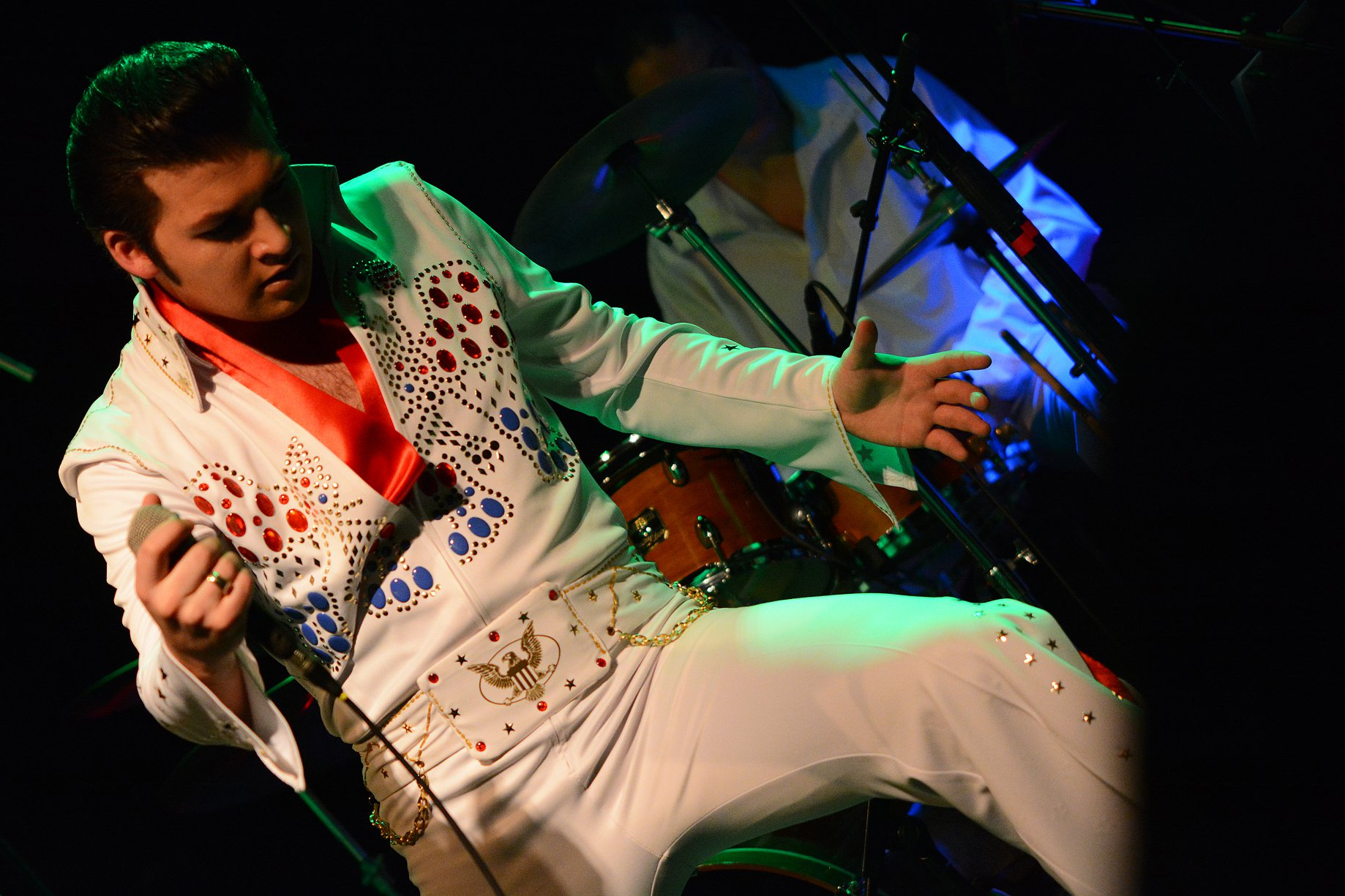
Jakub Machulda jako Elvis Presley (2017)

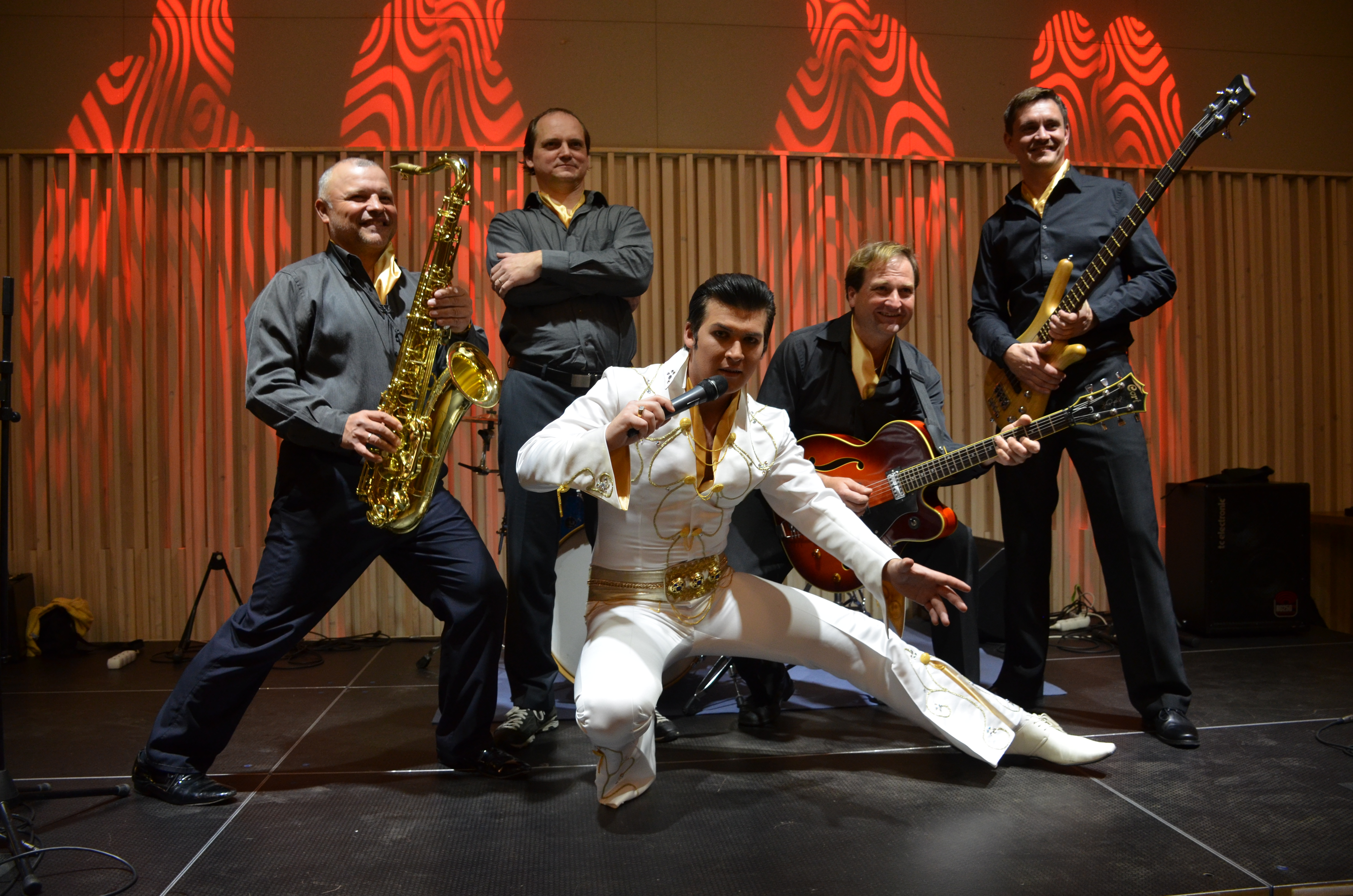
Jakub Machulda a kapela Elvis Live

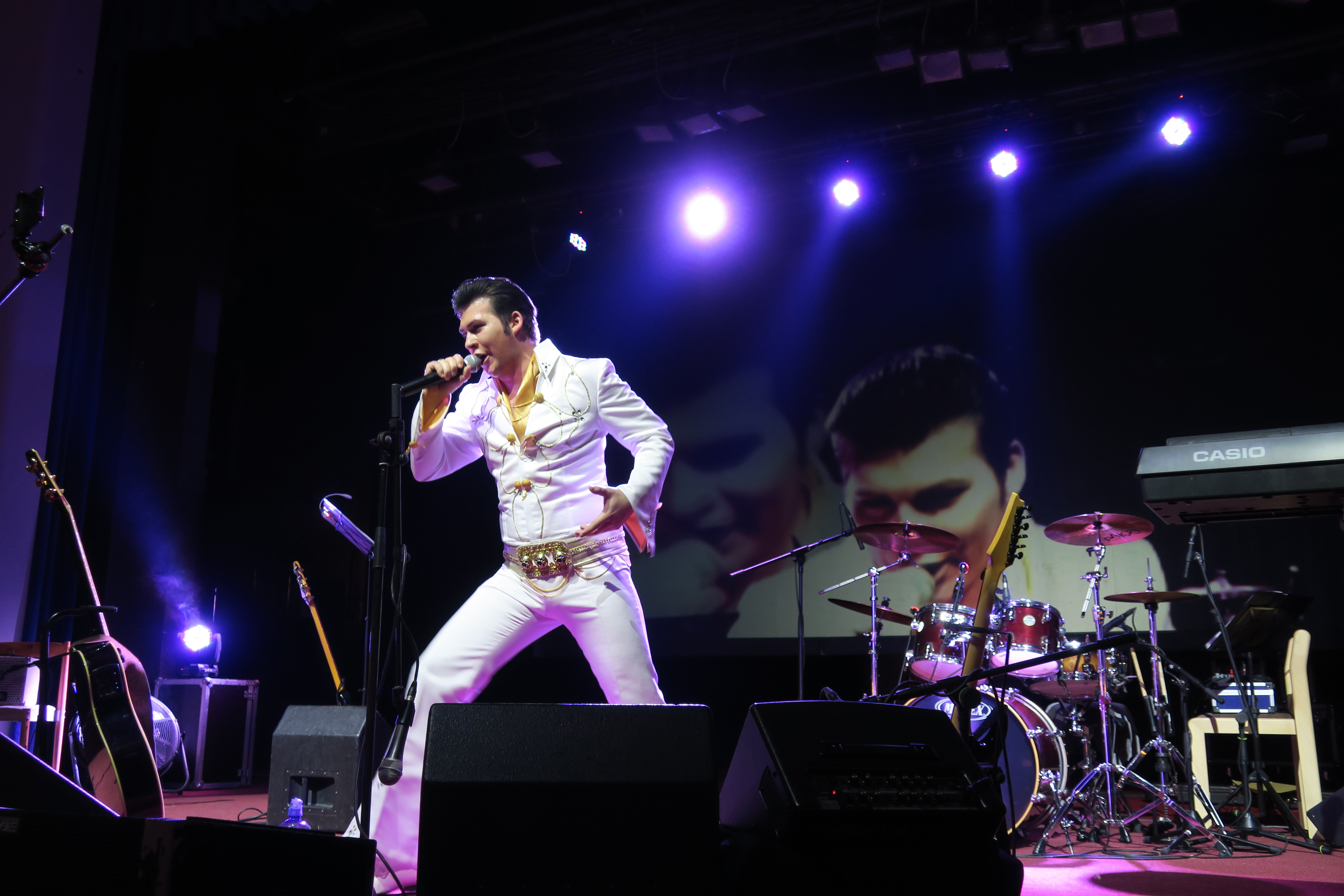
Jakub Machulda jako Elvis Presley (2019)

Machuldova hlasová i fyzická podobnost s Elvisem Presleym ho vedla v roce 2017 k založení hudebního uskupení Elvis Live věnujícího se odkazu této legendy. Od roku 2018 tato skupina vystupuje ve složení Petr Krumhanzl – kytara, Daniel Dyk – bicí, Alexei Bondarev – saxofon a Jan Kortus – basová kytara. Skupina vystoupila např. v Ostravar aréně v roce 2019, nebo na žateckém festivalu Dočesná v roce 2018.

## Vlastní tvorba a další aktivity
Jeho první singl Život lidem sluší získal v dubnu 2020 ocenění v soutěži Českého rozhlasu Dvojka Česká dvanáctka. Ve videoklipu k této písni vystoupil též herec Václav Vydra.
V roce 2017 se podílel na hudebním dabingu filmu Tlumočník režiséra Martina Šulíka (v hlavní roli Jiří Menzel a Peter Simonischek).
Jeho zpěv se objevil v českém znění 3. série dětského seriálu Pošťák Pat (2019).
Při příležitosti 30. výročí pořadu Tobogan Aleše Cibulky na Českém rozhlasu vstoupil 28. listopadu 2020 do Síně Slámy jako Elvis Presley.
V roce 2021 se zúčastnil 7. řady soutěže Československá Superstar, kde postoupil do Super výběru (díl z Máchova jezera).